# Ninghe (köping)
Ninghe är en köping i Kina. Den ligger i stadsdistriktet Ninghe i storstadsområdet Tianjin, i den norra delen av landet, omkring 62 kilometer nordost om stadens centrum.